# 清城戰鬥
清城戰鬥發生於1930年5月30日，地點則是在中國魯北一帶，是國民革命軍內部所發生的內戰戰鬥之一，也是中原大戰主要戰役。清城戰鬥的交戰雙方，一方為蔣中正轄下的國軍中央軍，另一方為傅作義部隊。